# Câmaras de Comércio e Indústria do Exterior da Alemanha
AHK (em alemão: Auslandshandelskammer (singular), Auslandshandelskammern (plural)) são Câmaras de Comércio e Indústria do Exterior da Alemanha com o objetivo da promoção da Economia da Alemanha no exterior. Existem 80 Auslandshandelskammern no mundo. A Auslandshandelskammer é organizada pela DIHT, a Confederação Alemã das Câmaras de Indústria e Comércio.